# Уго Марадона
Уго Марадона (ісп. Hugo Maradona, 9 травня 1969, Ланус — 28 грудня 2021, Монте-ді-Прочида) — аргентинський футболіст, що грав на позиції півзахисника. Наймолодший брат Дієго Марадони.

## Клубна кар'єра
Народився 9 травня 1969 року в Ланусі. Вихованець юнацьких команд футбольних клубів «Браун де Арресіфе» та «Архентінос Хуніорс».
У дорослому футболі дебютував 1986 року виступами за головну команду «Архентінос Хуніорс», за яку взяв участь у 19 матчах чемпіонату.
1987 року перебрався до Італії, уклавши контракт із «Наполі», кольори якого на той час захищав його легендарний брат Дієго. Утім тренерський штаб клубу не розглядав молодшого Марадону навіть як гравця найближчого резерву, тож відразу віддав його в оренду до «Асколі». У цій команді Уго провів 13 ігор на рівні Серії A, не справивши достатнього враження на італійських тренерів.
1988 року молодий аргентинець залишив Італію, проте знайшов варіант продовження кар'єри, перебравшись до іспанського «Райо Вальєкано». У цій команді регулряно отримував ігровий час протягом двох сезонів, проте результативними діями не відрізнявся. Згодом відіграв один сезон в Австрії за віденський «Рапід», після чого повернувся до Південної Америки, де грав за венесуельський «Депортіво Італія».
Протягом значної частини 1990-х виступав у першості Японії, де встиг пограти за «Пі-Джи-Ем Фьючез», «Авіспа Фукуока» та «Консадолє Саппоро». Також виступав у Канаді за «Торонто Італія».
Завершував ігрову кар'єру на батьківщині виступами за «Альміранте Браун» протягом 1999—2000 років.

## Виступи за збірну
1985 року дебютував у складі юнацької збірної Аргентини (U-16), загалом на юнацькому рівні взяв участь в 11 іграх, відзначившись 4 забитими голами.

## Подальше життя і смерть
Заевршивши ігрову кар'єру, відсторонився від футболу, доки 2004 року не був запрошений до Пуерто-Рико, де місцеве футбольне керівництво намагалося підвищити інтерес до цього виду спорту у країні. Протягом сезону тренував місцевий клуб «Пуерто-Рико Айлендерс».
Згодом перебрався до Італії, де мав будинок в Монте-ді-Прочида неподалік Неаполя. Помер 28 грудня 2021 на 53-му році життя через серцевий напад.